# إذعان (علم نفس)

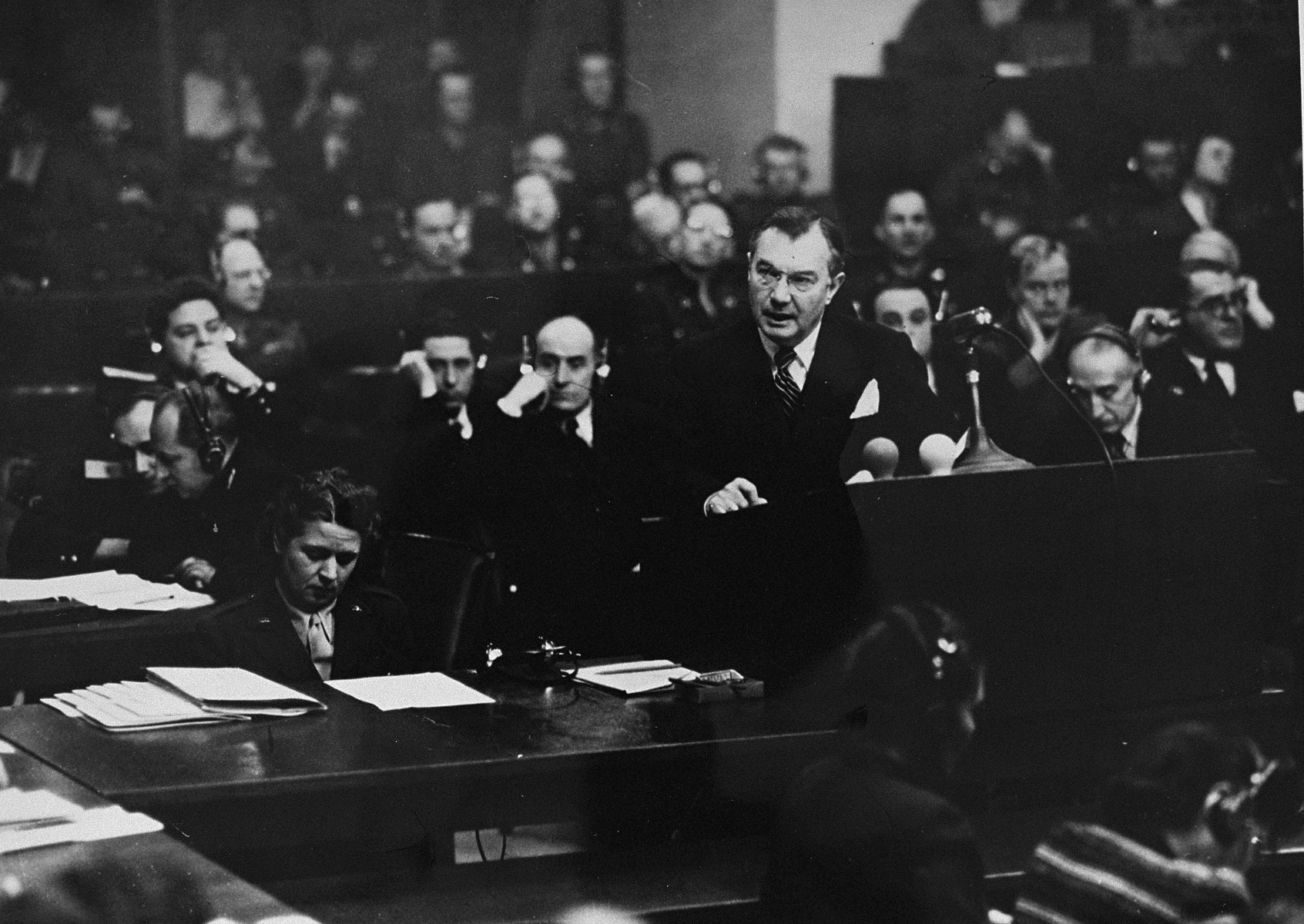

يشير الإذعان إلى استجابةٍ -على وجه التحديد، خضوع- لطلب، قد يكون الطلب صريحًا (على سبيل المثال، تقنية القدم داخل الباب)، أو ضمنيًا (مثل الإعلان)، وقد يدرك المستهدف، أو لا يدرك أنه يُحثّ على التصرف بطريقة معينة.
يتمحور علم النفس الاجتماعي حول فكرة التأثير الاجتماعي الذي يعتبر القوة الدافعة وراء الامتثال، وينبغي أن يدرك علماء النفس والناس العاديون على حدٍ سواء أن التأثير الاجتماعي يمتد إلى أبعد من سلوكنا - إلى أفكارنا ومشاعرنا ومعتقداتنا - وأنه يأخذ أشكالًا متعددة. تُعد دراسة الامتثال أمرًا مهمًا لأنها نوع من التأثير الاجتماعي الذي يؤثر على سلوكنا اليومي وبشكل خاص على التفاعلات الاجتماعية، والامتثال في حد ذاته مفهوم معقد يجب دراسته بتعمق حتى نستطيع فهمه بشكل أفضل لاستخداماته وتبعاته وأساليبه النظرية والتجريبية.

## المقاربات النظرية الرئيسية
غالبًا ما تُربط دراسة الامتثال بالتجارب الدرامية مثل تجربة سجن ستانفورد، وتجارب صدمة ستانلي ميلغرام، فقد كانت هذه التجارب بمثابة عروض للظواهر النفسية للامتثال.
يحدث هذا الالتزام في كثير من الأحيان استجابة للقوى الاجتماعية العلنية، وعلى الرغم من أن هذه الأنواع من الدراسات قد وفرت فكرة مفيدة عن طبيعة الامتثال، فباحثو اليوم يميلون إلى تركيز جهودهم على التأثيرات الاجتماعية الدقيقة وغير المباشرة و/أو اللا واعية.
يحاول المشاركون في هذه الحركة المعرفية الاجتماعية الحديثة اكتشاف الطرق التي تؤثّر بها المعتقدات والآراء والأهداف الضمنية والصريحة للمواضيع على معالجة المعلومات، وصنع القرار في البيئات التي توجد فيها قوى مؤثرة.

## المداخل النظرية الرئيسية

### كنتيجة للمتغيرات

#### القوة
كلما كانت المجموعة أقوى زاد احتمال امتثال الفرد للنفوذ الاجتماعي.

#### القرب
يصبح الفرد بقربه من المجموعة أكثر عرضة للتوافق والامتثال لضغوط المجموعة. تكون هذه الضغوط أقوى عندما تكون المجموعة أقرب إلى الفرد وتتألف من أشخاص يهتم الفرد بهم (مثل الأصدقاء والعائلة) و/أو شخصيات ذات سلطة معينة.

#### العدد
وجدت الأبحاث أن الامتثال يزداد مع زيادة عدد الأشخاص في المجموعة، وأن إضافة المزيد من الأعضاء إلى مجموعة صغيرة (على سبيل المثال، من 3 إلى 4 أشخاص) يكون له تأثير أكبر من إضافة المزيد من الأعضاء إلى مجموعة أكبر (على سبيل المثال، من 53 إلى 54 شخصًا).

### تقنيات الحصول على الامتثال
أثبتت التقنيات التالية أنها تحفز بشكل فعال الامتثال من طرف آخر:

#### خطوة على الطريق
يُطلب من الشخص تنفيذ طلب صغير، بشكل يتطلب منه حد أدنى من المشاركة، من ثم يُطلب منه طلبًا أكبر، ووفقًا للتقديرات المتتالية، ونظرًا لأنه امتثل للطلبات الأوليّة سيشعر غالبًا بأنه مُلزَم بتقديم ميزات إضافية.

#### إغلاق الباب في الوجه
تبدأ هذه التقنية بطلب كبير مبدئي، ولذلك من المتوقع رَفض هذا الطلب؛ من ثم يتبعه طلب ثانٍ أكثر معقولية، وتُعتبر هذه التقنية أكثر فاعلية من طريقة خطوة على الطريق. 

#### المكاسب المنخفضة
يستغلها عادة باعة السيارات، إذ يحدث امتثال للمكاسب المنخفضة من خلال تقديم شيء ما بسعر أقل فقط لزيادة السعر في اللحظة الأخيرة، ومن الأرجح أن يمتثل المشتري لهذا التغيّر في الأسعار.

#### التملّق
تتضمن محاولة الحصول على الامتثال كسب موافقة شخص ما وبذلك سيرضي الشخص الآخر مطالبك، يناقش إدوارد جونز ثلاثة أشكال من منه:

#### التوافق مع الرأي
التقديم الذاتي (تقديم الصفات الشخصية بطريقة تعجب الهدف)

#### قاعدة المعاملة بالمثل
تشرح هذه التقنية أنه بما أن المعيار الاجتماعي هو المنع، فسيعيد الناس الفضل لأشخاص منحوهم شيئًا ما مسبقًا، فيحدث الامتثال هنا عندما يكون الطالِب قد امتثل مسبقًا لأحد طلبات المانِح.

#### تقديرات الامتثال
تشير الأبحاث أيضًا إلى أنه يميل الناس إلى تقليل احتمال امتثال الآخرين لطلباتهم، ويدعى ذلك بتقليل تأثير الامتثال، إذ يميل الناس إلى افتراض أن الأصدقاء هم الذين سيلتزمون بطلبات المساعدة، وليس الغرباء، ولكن لوحظ بالممارسة العملية موافقة الغرباء على الطلبات بشكل أكبر من المتوقع.

## النتائج التجريبية الرئيسية

### تجارب سولومون آش
في تجربة سولومون آش، وُضع 50 مشاركًا في مواقف ملتبسة منفصلة لتحديد مدى توافقهم، فما عدا مشارك واحد، كان سبعة من أعضاء التجربة متعاونين مع الباحث ووُجّهوا لإنتاج استجابات اختيرت مُسبقًا. في الغرفة المخصصة، عُرضت صورة لثلاثة خطوط بأطوال مختلفة، وطُرحت أسئلة على كل مشارك (على سبيل المثال، أي سطر هو الأطول، أي سطر يطابق السطر المرجعي). ردًا على ذلك، أعطى المتعاونون إجابات غير صحيحة إلى حد كبير.

#### النتائج
قدّم ثلث المشاركون إجابات غير صحيحة عندما أصدر المتعاونون إجابات غير صحيحة بالإجماع، ووفقًا لأهداف التأثير الاجتماعي، ادعى المشاركون أنه حتى عندما عرفوا أن الإجابة بالإجماع كانت خاطئة، شعروا أن المجموعة تعرف شيئًا لم يعرفوه (التأثير الاجتماعي الإعلامي). 

#### الدلالة
تدعم نتائج هذه الدراسات فكرة أن الناس يمتثلون لحاجتهم بأن يكونوا محقين، وحاجتهم إلى الانتماء، بالإضافة إلى ذلك، فهي تدعم نظرية التأثير الاجتماعي في أن قدرة التجربة على إنتاج الامتثال تُعزّز من خلال وضعها (ينظر إلى المتعاونين كسلطات إعلامية) وقربها وحجم المجموعة.

### تجربة ستانلي ميلغرام
هدفت هذه التجربة إلى تقديم شرح للأهوال التي ارتُكبت ضد اليهود المحاصرين في معسكرات الاعتقال الألمانية، فقد أثار الالتزام بالسلطة التي أظهرها العاملون في معسكرات الاعتقال السؤال التالي: هل الألمان بالفعل أشرار، أم أنه من الممكن جعل أي شخص يمتثل لأوامر شخصية السلطة؟ لاختبار ذلك، صمم ستانلي ميلغرام تجربة لمعرفة ما إذا كان المشاركون سيؤذون شخصًا آخر بسبب الحاجة إلى الامتثال للسلطة. طورت شركة ميلغرام مولّدًا مصنّعًا للصدمات تبدأ من 15 فولت إلى 450 فولت. أخذ المشاركون دور «المعلّم» وأُبلغوا أنهم سيشاركون في اختبار التعلم والذاكرة، وكان عليهم أن يعلّموا «الطالب» (متعاون في غرفة منفصلة) قائمة بالكلمات. وُجّه المعلم لزيادة الجهد بمقدار 15 فولت وصدم الطالب في كل مرة كان يجيب بشكل خاطئ. عندما يبدأ المشارك بالشعور بعدم الارتياح إزاء صدم الطالب، سيشجع مُجري التجربة المعلم على الاستمرار بإعلانه أنه سيتحمل المسؤولية الكاملة عن أي ضرر يحدث للطالب، وعن طريق حثّه على المتابعة بعبارات مثل من الضروري للغاية أن تستمر. ومن أجل استبعاد الميول السادية، كان المعلمون الأربعون من الذكور، وفُحصوا للتأكيد على الكفاءة والقدرة العقلية السليمة.

#### النتائج
صدم 100% من المشاركين الذكور طلابهم بما يقارب الـ 300 فولت، و 62٪ من المشاركين صدموهم بـ 375 فولت، و63٪ من المشاركين صدموا طلابهم بالحد الأقصى (450) فولت.
عند إجراء بعض التعديلات على التجربة الأصلية، لم يقل معدّل الامتثال، فقد ادّعي أن الضحية مصاب بمرض قلبي، أو أنه الغرض من التجربة أغراض تسويقية معينة، وحتى في حال أخذ الطالب لموافقة صريحة من المعلم للتوقف عندما يطلب منه ذلك.
لكن كان معدّل الامتثال أقل عندما اعترض شخصان من الذين يجرون التجربة على استمرار المعلّم، أو عند رفض الزميل المعلّم الآخر (في المجموعات التي احتوت على عدّة معلمين).

#### الدلالة
تشير نتائج تجارب ستانلي ميلغرام إلى قوة الجوانب المعلوماتية والمعيارية للتأثير الاجتماعي، والحاجة الهامة للشعور بالانتماء، فالأشخاص الذين يسعون للانتماء هم أكثر عرضة للامتثال لمطالب السلطة.

### تجربة سجن ستانفورد
أجريت هذه التجربة لاختبار التأثير الاجتماعي والامتثال للسلطة من خلال الاستفادة من موقف حياة السجن، فُحص 70 متقدمًا بحثًا عن أي مشاكل نفسية أو إعاقات طبية أو سوابق في تعاطي الممنوعات، ثم اختير منهم 24 طالبًا أمريكيًا وكنديًا من منطقة ستانفورد. قُسّم المشاركون من الذكور إلى مجموعتين (حراس وسجناء) اختيروا عن طريق قلب العملة. بُني السجن في الطابق السفلي من مبنى قسم علم النفس في ستانفورد. 

#### النتائج
صعّد المشاركون المكلفون بالحراسة من عدوانيتهم مع تقدم التجربة، على الرغم من إصدار تعليمات للحراس بعدم ضرب السجناء، فقد وجدوا طرقًا لإذلالهم من خلال عمليات التفتيش المنهجي والتفتيش على الملابس والتحرش الجنسي وحرمانهم من الحقوق الأساسية (مثل استخدام الحمام) وإيقاظ النزلاء من نومهم لإجراء تفقد. تخلّى الحراس بسرعة عن القيم الاجتماعية والأخلاقية التي كانوا يحملونها البداية لأنهم انغمسوا في دورهم. بسبب حقيقة تعرّضهم للعنف النفسي، أطلق سراح السجناء بعد 6 أيام، بعد تعرّضهم لسلوكيات مَرَضية وانهيارات عصبية.

#### الدلالة
ينظر إلى تجربة سجن ستانفورد كمثال شديد على القوة التي يمكن أن تتمتع بها السلطة على الآخرين، ففي هذه الحالة، كان يُنظر إلى السلطة كشيء هام بالرغم من أن العواقب كانت حقيقية. وبسبب القوة المفترضة التي مارسها الحراس، حتى الحراس «الجيدون» عجزوا عن التدخل، وبالإضافة إلى ذلك، لم يتأخر أي من الحراس عن نوبة العمل، أو طلبوا إجازات مرضية، أو طالبوا بدفع أجر إضافي للعمل الإضافي أو طلبوا الإعفاء من التجربة قبل انتهائها.
امتثل الحراس لمطالب السجن المزعومة بينما امتثل السجناء للسلطة المتصوّرة للحراس، وبصرف النظر عن بعض حالات التمرد، كان السجناء ممتثلين إلى حد كبير لأوامر الحراس بدءًا من التفتيش العاري إلى العديد من حالات تفتيش الزنازين الليلية.